# Concavenator corcovatus
Concavenator corcovatus ("Caçador geperut de Conca") és una espècie de dinosaure teròpode carcarodontosàurid primitiu que va viure al Cretaci inferior (estatge faunístic del Barremià), fa aproximadament 130 milions d'anys. És l'única espècie del gènere Concavenator. Les restes fòssils foren descobertes l'any 2003 a la formació de La Huérguina del jaciment paleontològic de Las Hoyas, Conca, Espanya, pels paleontòlegs José Luis Sanz, Francisco Ortega i Fernando Escaso de la Universitat Autònoma de Madrid i de la Universitat Nacional d'Educació a Distància. La descripció d'aquest gènere i espècie va ser publicada l'any 2010 a la revista Nature.

## Descripció

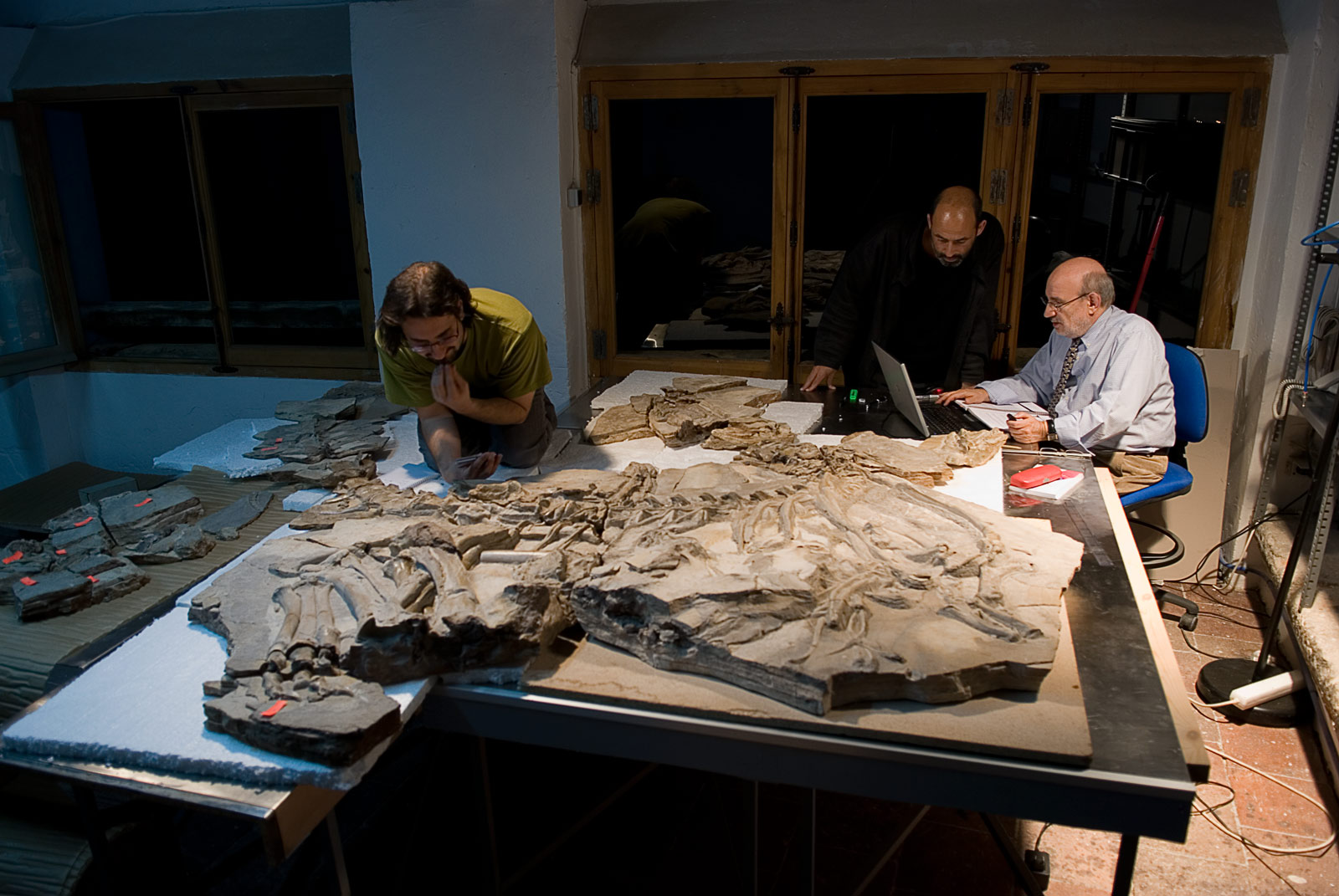
Fernando Escaso, Francisco Ortega, i José Luis Sanz treballant en el Concavenator

Concavenator va ser un dinosaure bípede carnívor que podia arribar a mesurar uns 6 metres de longitud. L'únic esquelet trobat (l'holotip MCCM-LH 6666) presenta una conservació molt bona, està articulat i quasi complet, i conserva impressions de la pell. Aquest animal és peculiar per presentar una cresta reduïda a l'esquena i evidències de plomes o estructures anàlogues als cúbits.

### Plomes i escames

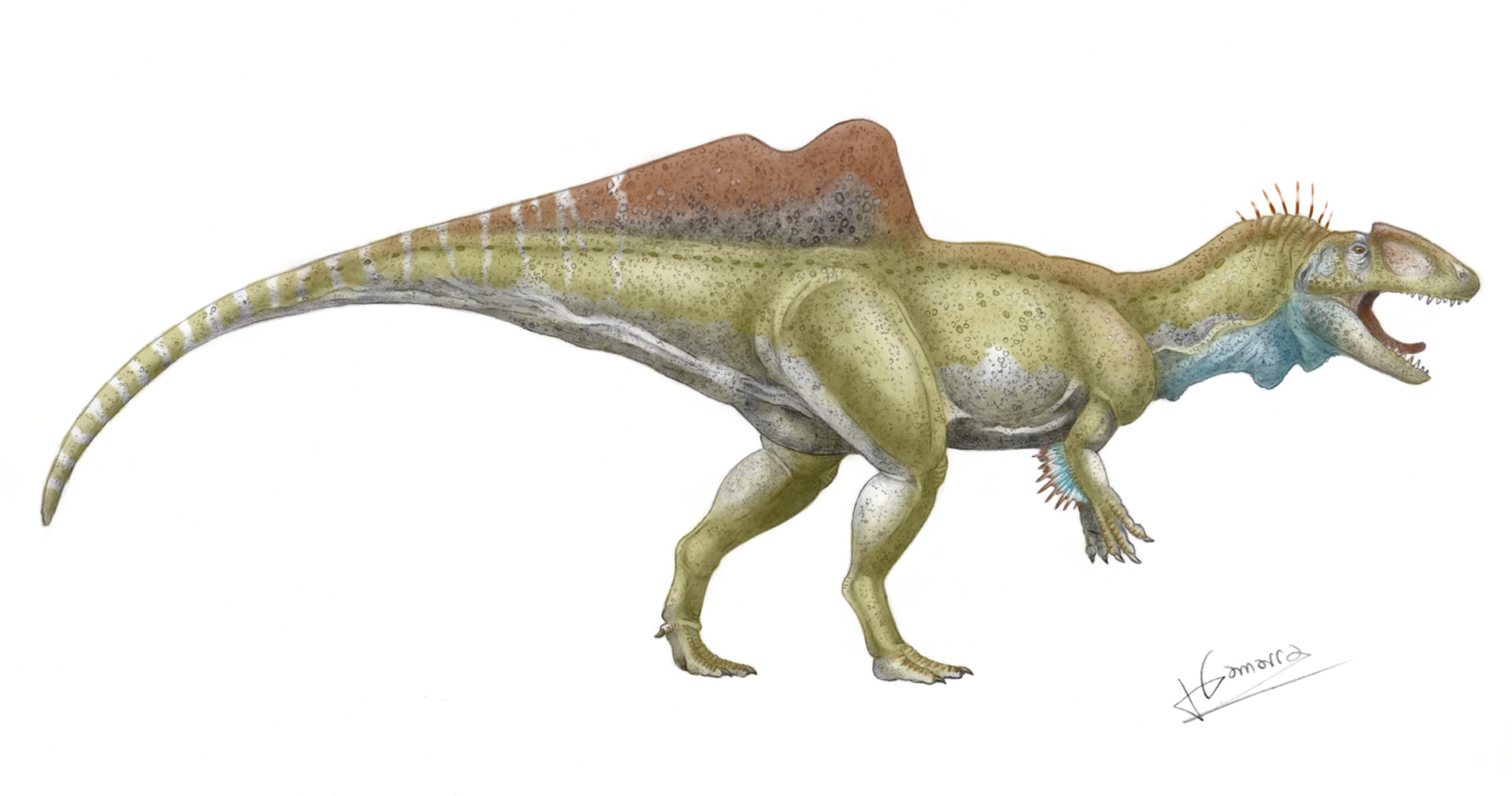
Reconstrucció hipotètica

El Concavenator presenta tot un seguit de petites protuberàncies a l'ulna, això suggereix que podria haver sigut un dinosaure amb plomes i indica que les plomes van començar a aparèixer en l'evolució molt més aviat del que els científics pensaven. Els descobridors del dinosaure creuen que aquests bonys són homòlegs amb les protuberàncies presents als cúbits d'alguns ocells moderns; aquestes protuberàncies serveixen de zona d'ancoratge de les arrels de les plomes de vol al braç per mitjà dels lligaments fol·liculars. Així, els autors proposen que aquest teròpode, de la mateixa manera que les aus modernes, presentava estructures fol·liculars integumentàries inserides al cúbit. Si aquesta hipòtesi és certa, la persència de plomes en dinosaures s'hauria d'ampliar fins a incloure els neotetanurs.
Entre els experts hi ha cert escepticisme pel que fa a la validesa de la interpretació que proposa que els bonys de l'ulna representen punts d'anclatge de plomes, tot i que encara no s'ha publicat una anàlisi més detallada. Darren Naish de "Tetrapod Zoology" (Zoologia de Tetràpodes) especula que els bonys estaven estranyament allunyats i espaiats de manera irregular per a ser anclatges de plomes. A més a més, assenyala que molts animals tenen estructures similars al llarg de línies intermusculars que actuen com a punts d'anclatge de tendons entre altres coses.

### Cresta dorsal
Concavenator també presentava una cresta curta a l'esquena, de la que encara se'n desconeix la funció. Aquesta cresta la formaven l'elongació de les neuroapòfisis de dues vèrtebres presacres. El paleontòleg Roger Benson de la Universitat de Cambridge comenta sobre la funció d'aquesta cresta: "Una possibilitat és que sigui anàloga a les crestes del cap que s'utilitzen en exhibicions visuals", però els científics espanyols que el van descobrir pensen que també podria haver sigut un regulador tèrmic.

## Filogènia

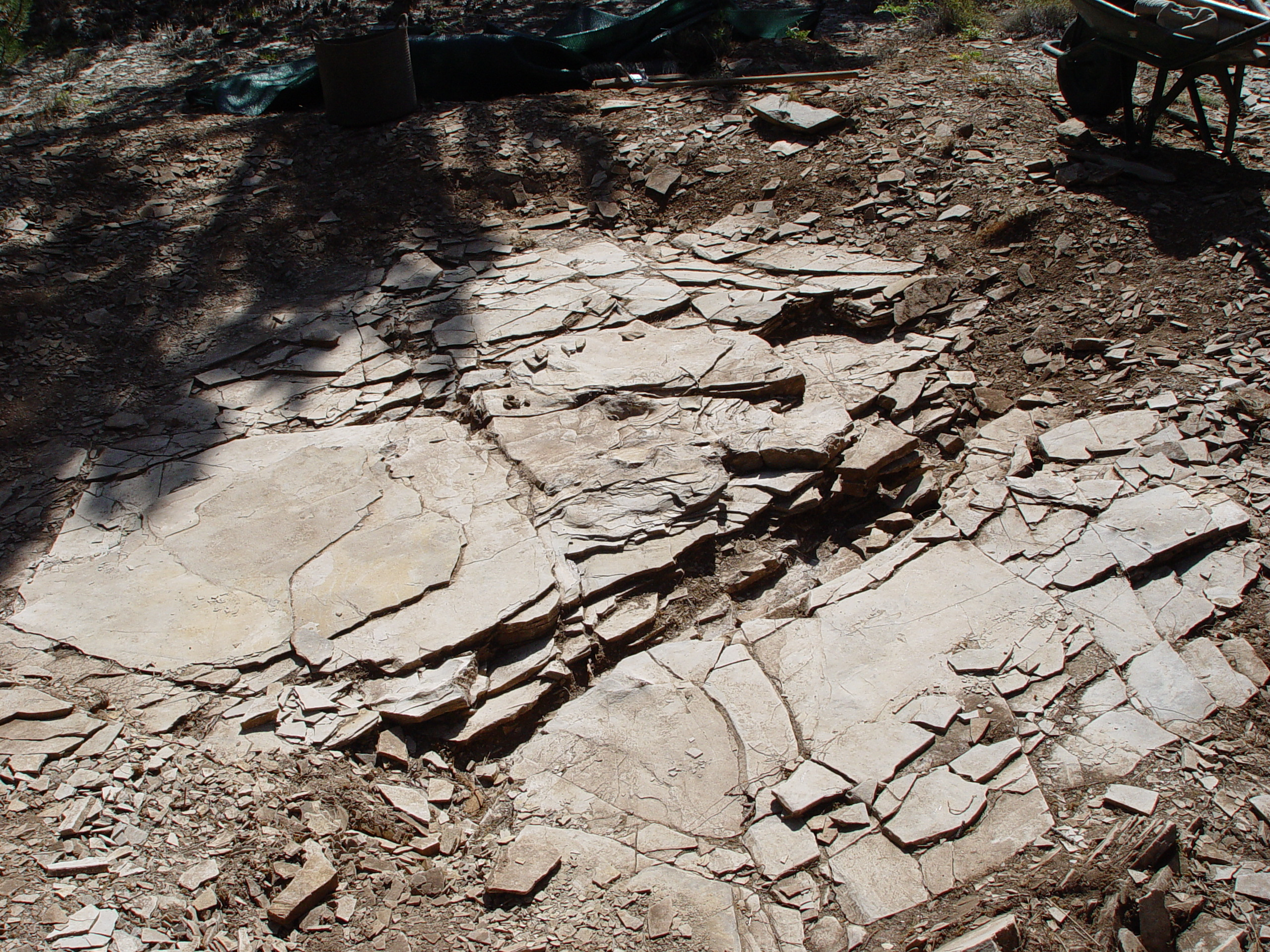
El lloc de l'excavació l'any 2002

Cladogram segons Ortega et al., 2010
|  | Tyrannotitan                                                                                        |
|  | |
|  | \| \| Carcharodontosaurus \| \| \| \| \| \| Giganotosaurus \| \| \| \| \| \| Mapusaurus \| \| \| \| |
|  | |
|  | Carcharodontosaurus                                                                                 |
|  | |
|  | Giganotosaurus                                                                                      |
|  | |
|  | Mapusaurus                                                                                          |
|  | |

|  | Carcharodontosaurus |
|  |                     |
|  | Giganotosaurus      |
|  |                     |
|  | Mapusaurus          |
|  |                     |

|  | Tyrannotitan                                                                                        |
|  | |
|  | \| \| Carcharodontosaurus \| \| \| \| \| \| Giganotosaurus \| \| \| \| \| \| Mapusaurus \| \| \| \| |
|  | |
|  | Carcharodontosaurus                                                                                 |
|  | |
|  | Giganotosaurus                                                                                      |
|  | |
|  | Mapusaurus                                                                                          |
|  | |

|  | Carcharodontosaurus |
|  |                     |
|  | Giganotosaurus      |
|  |                     |
|  | Mapusaurus          |
|  |                     |

|  | Tyrannotitan                                                                                        |
|  | |
|  | \| \| Carcharodontosaurus \| \| \| \| \| \| Giganotosaurus \| \| \| \| \| \| Mapusaurus \| \| \| \| |
|  | |
|  | Carcharodontosaurus                                                                                 |
|  | |
|  | Giganotosaurus                                                                                      |
|  | |
|  | Mapusaurus                                                                                          |
|  | |

|  | Carcharodontosaurus |
|  |                     |
|  | Giganotosaurus      |
|  |                     |
|  | Mapusaurus          |
|  |                     |

|  | Tyrannotitan                                                                                        |
|  | |
|  | \| \| Carcharodontosaurus \| \| \| \| \| \| Giganotosaurus \| \| \| \| \| \| Mapusaurus \| \| \| \| |
|  | |
|  | Carcharodontosaurus                                                                                 |
|  | |
|  | Giganotosaurus                                                                                      |
|  | |
|  | Mapusaurus                                                                                          |
|  | |

|  | Carcharodontosaurus |
|  |                     |
|  | Giganotosaurus      |
|  |                     |
|  | Mapusaurus          |
|  |                     |

|  | Tyrannotitan                                                                                        |
|  | |
|  | \| \| Carcharodontosaurus \| \| \| \| \| \| Giganotosaurus \| \| \| \| \| \| Mapusaurus \| \| \| \| |
|  | |
|  | Carcharodontosaurus                                                                                 |
|  | |
|  | Giganotosaurus                                                                                      |
|  | |
|  | Mapusaurus                                                                                          |
|  | |

|  | Carcharodontosaurus |
|  |                     |
|  | Giganotosaurus      |
|  |                     |
|  | Mapusaurus          |
|  |                     |

|  | Tyrannotitan                                                                                        |
|  | |
|  | \| \| Carcharodontosaurus \| \| \| \| \| \| Giganotosaurus \| \| \| \| \| \| Mapusaurus \| \| \| \| |
|  | |
|  | Carcharodontosaurus                                                                                 |
|  | |
|  | Giganotosaurus                                                                                      |
|  | |
|  | Mapusaurus                                                                                          |
|  | |

|  | Carcharodontosaurus |
|  |                     |
|  | Giganotosaurus      |
|  |                     |
|  | Mapusaurus          |
|  |                     |

|  | Tyrannotitan                                                                                        |
|  | |
|  | \| \| Carcharodontosaurus \| \| \| \| \| \| Giganotosaurus \| \| \| \| \| \| Mapusaurus \| \| \| \| |
|  | |
|  | Carcharodontosaurus                                                                                 |
|  | |
|  | Giganotosaurus                                                                                      |
|  | |
|  | Mapusaurus                                                                                          |
|  | |

|  | Carcharodontosaurus |
|  |                     |
|  | Giganotosaurus      |
|  |                     |
|  | Mapusaurus          |
|  |                     |

|  | Tyrannotitan                                                                                        |
|  | |
|  | \| \| Carcharodontosaurus \| \| \| \| \| \| Giganotosaurus \| \| \| \| \| \| Mapusaurus \| \| \| \| |
|  | |
|  | Carcharodontosaurus                                                                                 |
|  | |
|  | Giganotosaurus                                                                                      |
|  | |
|  | Mapusaurus                                                                                          |
|  | |

|  | Carcharodontosaurus |
|  |                     |
|  | Giganotosaurus      |
|  |                     |
|  | Mapusaurus          |
|  |                     |

|  | Tyrannotitan                                                                                        |
|  | |
|  | \| \| Carcharodontosaurus \| \| \| \| \| \| Giganotosaurus \| \| \| \| \| \| Mapusaurus \| \| \| \| |
|  | |
|  | Carcharodontosaurus                                                                                 |
|  | |
|  | Giganotosaurus                                                                                      |
|  | |
|  | Mapusaurus                                                                                          |
|  | |

|  | Carcharodontosaurus |
|  |                     |
|  | Giganotosaurus      |
|  |                     |
|  | Mapusaurus          |
|  |                     |

|  | Tyrannotitan                                                                                        |
|  | |
|  | \| \| Carcharodontosaurus \| \| \| \| \| \| Giganotosaurus \| \| \| \| \| \| Mapusaurus \| \| \| \| |
|  | |
|  | Carcharodontosaurus                                                                                 |
|  | |
|  | Giganotosaurus                                                                                      |
|  | |
|  | Mapusaurus                                                                                          |
|  | |

|  | Carcharodontosaurus |
|  |                     |
|  | Giganotosaurus      |
|  |                     |
|  | Mapusaurus          |
|  |                     |

|  | Tyrannotitan                                                                                        |
|  | |
|  | \| \| Carcharodontosaurus \| \| \| \| \| \| Giganotosaurus \| \| \| \| \| \| Mapusaurus \| \| \| \| |
|  | |
|  | Carcharodontosaurus                                                                                 |
|  | |
|  | Giganotosaurus                                                                                      |
|  | |
|  | Mapusaurus                                                                                          |
|  | |

|  | Carcharodontosaurus |
|  |                     |
|  | Giganotosaurus      |
|  |                     |
|  | Mapusaurus          |
|  |                     |

|  | Tyrannotitan                                                                                        |
|  | |
|  | \| \| Carcharodontosaurus \| \| \| \| \| \| Giganotosaurus \| \| \| \| \| \| Mapusaurus \| \| \| \| |
|  | |
|  | Carcharodontosaurus                                                                                 |
|  | |
|  | Giganotosaurus                                                                                      |
|  | |
|  | Mapusaurus                                                                                          |
|  | |

|  | Carcharodontosaurus |
|  |                     |
|  | Giganotosaurus      |
|  |                     |
|  | Mapusaurus          |
|  |                     |

|  | Tyrannotitan                                                                                        |
|  | |
|  | \| \| Carcharodontosaurus \| \| \| \| \| \| Giganotosaurus \| \| \| \| \| \| Mapusaurus \| \| \| \| |
|  | |
|  | Carcharodontosaurus                                                                                 |
|  | |
|  | Giganotosaurus                                                                                      |
|  | |
|  | Mapusaurus                                                                                          |
|  | |

|  | Carcharodontosaurus |
|  |                     |
|  | Giganotosaurus      |
|  |                     |
|  | Mapusaurus          |
|  |                     |

|  | Tyrannotitan                                                                                        |
|  | |
|  | \| \| Carcharodontosaurus \| \| \| \| \| \| Giganotosaurus \| \| \| \| \| \| Mapusaurus \| \| \| \| |
|  | |
|  | Carcharodontosaurus                                                                                 |
|  | |
|  | Giganotosaurus                                                                                      |
|  | |
|  | Mapusaurus                                                                                          |
|  | |

|  | Carcharodontosaurus |
|  |                     |
|  | Giganotosaurus      |
|  |                     |
|  | Mapusaurus          |
|  |                     |

|  | Tyrannotitan                                                                                        |
|  | |
|  | \| \| Carcharodontosaurus \| \| \| \| \| \| Giganotosaurus \| \| \| \| \| \| Mapusaurus \| \| \| \| |
|  | |
|  | Carcharodontosaurus                                                                                 |
|  | |
|  | Giganotosaurus                                                                                      |
|  | |
|  | Mapusaurus                                                                                          |
|  | |

|  | Carcharodontosaurus |
|  |                     |
|  | Giganotosaurus      |
|  |                     |
|  | Mapusaurus          |
|  |                     |

|  | Tyrannotitan                                                                                        |
|  | |
|  | \| \| Carcharodontosaurus \| \| \| \| \| \| Giganotosaurus \| \| \| \| \| \| Mapusaurus \| \| \| \| |
|  | |
|  | Carcharodontosaurus                                                                                 |
|  | |
|  | Giganotosaurus                                                                                      |
|  | |
|  | Mapusaurus                                                                                          |
|  | |

|  | Carcharodontosaurus |
|  |                     |
|  | Giganotosaurus      |
|  |                     |
|  | Mapusaurus          |
|  |                     |